# Partido judicial de Villajoyosa
El partido judicial de Villajoyosa es uno de los trece partidos judiciales de la provincia de Alicante, Comunidad Valenciana; en concreto se trata del partido judicial n.º 5 de la provincia de Alicante.
El ámbito territorial, que viene regulado por el Real Decreto 529/1983, de 9 de marzo, comprende los municipios de:
- Beniardá
- Benifato
- Benimantell
- Bolulla
- Callosa de Ensarriá
- Confrides
- Guadalest
- La Nucía
- Orcheta
- Polop
- Relleu
- Sella
- Tárbena
- Villajoyosa